# Dolní čelist

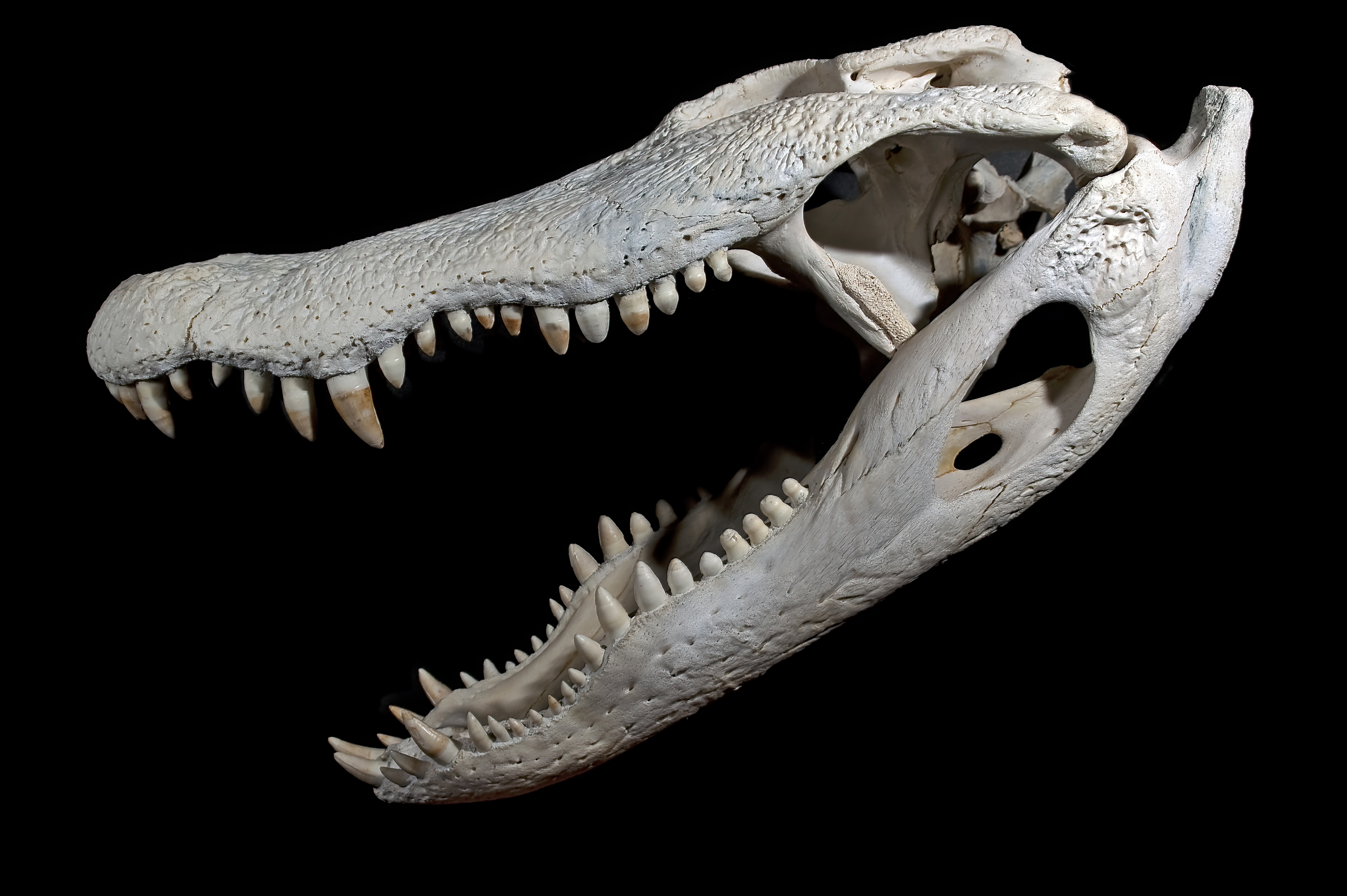
Lebka aligátora severoamerického: patrná je obrovská dolní čelist, tvořená několika navzájem srostlými kostmi. Dentare nese zuby, k ní přiléhá zespodu spleniale, nad otvorem klínovitého tvaru (tzv. mandibulární fenestrou) je surangulare, pod otvorem je angulare, kloubní spojení na pravé straně tvoří kost articulare

Dolní čelist (latinsky: mandibula), též spodní čelist, je část čelisti nacházející se obvykle kaudálně (směrem „k ocasu“) od horní čelisti. Ačkoliv může být „dolní čelist“ jako termín používána u jakýchkoliv živočichů s čelistmi, nejtypičtěji se termín používá u čelistnatých obratlovců. V případě člověka se jedná o jediné pohyblivé kloubní spojení na lebce.

## Evoluce dolní čelisti obratlovců
Dolní čelist prvních čelistnatců vznikla z části kostěných výztuh primitivních žaberních oblouků (podobně jako horní čelist). Detaily jsou stále kontroverzní, nicméně základ (původně chrupavčité) dolní čelisti leží zřejmě v tzv. mandibulárním (I.) žaberním oblouku, a to konkrétně v jeho spodní části. U žraloků se příslušná chrupavka dolní čelisti označuje jako Meckelova chrupavka. Kostnatí obratlovci mají obvykle Meckelovu chrupavku více či méně obalenou tzv. dermálními kostmi – dentare (která nese zuby), spleniale, angulare, surangulare, coracoid a prearticulare. Meckelova chrupavka uvnitř zůstává chrupavčitá, někdy ovšem osifikuje. U většiny ryb a čtyřnožců vyjma savců se zadní konec Meckelovy chrupavky vychlipuje z obalu dermálních kostí a mění se na kost articulare. U savců došlo k splývání a redukci kostí a jejich dolní čelist se skládá výhradně z kosti dentare, která nakonec nahrazuje articulare i v roli kloubního spojení se zbytkem lebky.

## Lidská dolní čelist

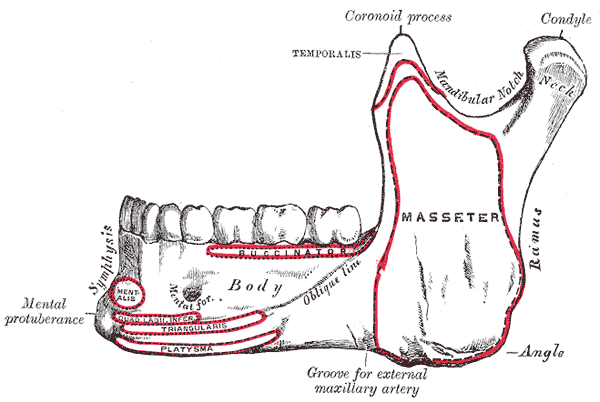
Dolní čelist, pohled zvenku

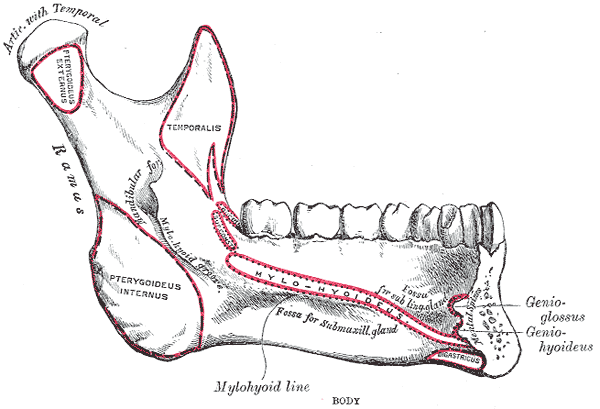
Dolní čelist, pohled zevnitř

Lidská dolní čelist (dentare) je jedinou pohyblivou kostí lebky. Se zbytkem lebky je spojena pomocí kloubů, jejichž hlavice (caput mandubulae) jsou součástí dolní čelisti, zatímco jejich jamky (fossa mandubularis a tuberculum articulare) jsou útvary spánkové kosti. Dolní čelist se původně zakládá jako párová kost, ale v průběhu druhého roku života srůstá do nepárové kosti. Na dolní čelisti rozlišujeme tělo (corpus mandibulae) a párové rameno (ramus mandibulae). Ramena dolní čelisti se spojují s tělem v tupém úhlu (120–125°). V místě úhlu angulus mandibulae je antropometrický bod gonion.
Mezi části dolní čelisti tedy patří:
- Tělo dolní čelisti (corpusa mandibulae) je zahnuté ve tvaru podkovy. Vpředu vybíhá u člověka do bradové bulky (protuberantia mentalis), která se po stranách vyvyšuje v tuberculum mentale. Od něj pokračuje dozadu zaoblená hrana (linea obliqua), která plynule přechází do předního okraje ramus mandibulae. Nad linea obliqua, přibližně pod druhým třenovým zubem, je otvor (foramen mentale), kterým vystupují nervy a cévy. Foramen mentale je vyústěním canalis mandibulae, který probíhá šikmo dolů do ramus a corpus mandibulae. Začíná na vnitřní ploše ramus mandibulae jako otvor (foramen mandibulae). Přes canalis mandibulae probíhá tepna, žíla a nervus alveolaris inferior (dolní větev nervi trigemini). Horní okraj dolní čelisti vybíhá do podkovovité pars alveolaris, ve které jsou alveoli dentales.
- Párové rameno dolní čelisti (ramus mandibulae) vybíhá nahoru do dvou výběžků: předního processus coronoideus a zadního processus condyliaris, který zapadá do artikulační jamky na spodině lebeční. Mezi oběma výběžky je zářez (incisura mandibulae). Na angulus mandibuae je zevnitř tuberositas pterygoidea a zvenku tuberositas masseterica.